# ANGEL PARA BELLUM エンジェルパラベラム
『ANGEL PARA BELLUM エンジェルパラベラム』は、原作：みなみケント、作画：環望による日本の漫画作品。ウェブコミック誌『FlexComixネクスト』（フレックスコミックス）にて2010年8月24日から2012年10月29日まで連載された。webマガジンサイトではepisode1 の音声コミックが公開されている。

## ストーリー
ある日、謎の男達に拉致された少年・ミツル。絶対のピンチの中、ミツルを助けに現われたのはふたりの天使だった。

## 登場人物
※声は+Voice（音声付コミック）版
ミツル
声 - 福圓美里
受肉天使の末裔。妹のミヤがいたがアセンションを前に誘拐されている。
ガブリエル
声 - 大原さやか
戦闘天使。ミツルを警護するのが役目。
アズラエル
声 - 甲斐田裕子
戦闘天使。ガブリエル同様にミツルを警護するのが役目。
ベヘモス

シトリー
声 - 藤原啓治
ミヤ
悪魔の盟主と化したミツルの妹。

## 用語
アセンション
進化を揺るがす大転換。
戦闘天使
人と合体し一つの存在となる"受肉"をする。天使にとっても悪魔にとっても禁忌。

## 単行本
1. 2011年3月9日 ISBN 978-4-7973-6397-5
2. 2011年9月8日 ISBN 978-4-7973-6682-2
3. 2012年9月12日 ISBN 978-4-593-85703-6